# Hovězí
Hovězí är en ort i Tjeckien.   Den ligger i regionen Zlín, i den östra delen av landet, 280 km öster om huvudstaden Prag. Hovězí ligger 384 meter över havet och antalet invånare är 2 351.
Terrängen runt Hovězí är huvudsakligen lite kuperad. Hovězí ligger nere i en dal. Runt Hovězí är det ganska glesbefolkat, med 50 invånare per kvadratkilometer. Närmaste större samhälle är Vsetín, 6,1 km nordväst om Hovězí. I omgivningarna runt Hovězí växer i huvudsak blandskog.